# VEONN

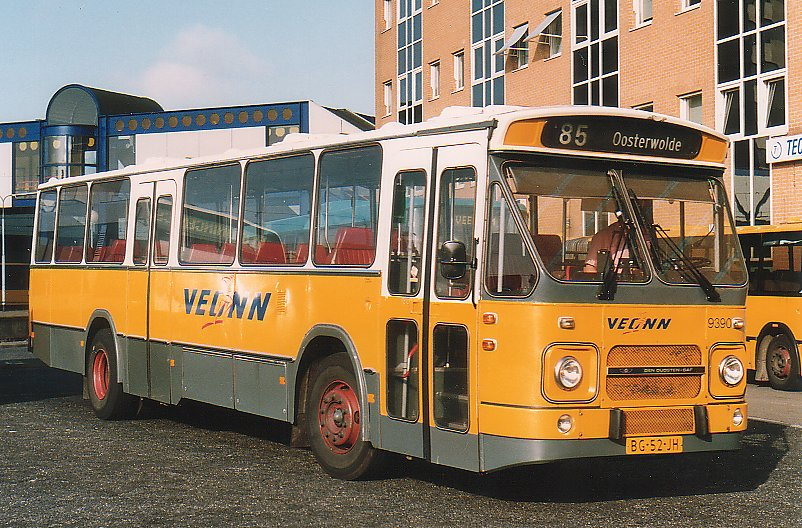
DAF / Den Oudsten bus 9390 van de VEONN te Groningen

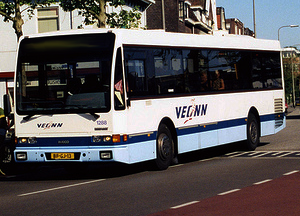
VEONN bus in eigen kleurstelling in Zwolle

VEONN (Vervoersonderneming Noord-Nederland) was een Noord-Nederlands openbaarvervoerbedrijf dat in op 1 januari 1996 met een nieuw hoofdkantoor te Heerenveen ontstond uit een fusie tussen de FRAM uit Friesland en de DVM/NWH uit Drenthe en de Noordoostpolder / Noordwest-Overijssel. De aanvankelijke naam voor het fusiebedrijf zou Noordnet (met een -t op het eind) zijn, maar vanwege een rechtenkwestie liet men die naam vallen en koos men voor VEONN. Het bedrijf heeft nog geen drie jaar bestaan, want per 30 september 1998 is het overgenomen door Arriva. Dit gaf Arriva direct een sterke positie in het noorden van Nederland. De bussen voerden overigens pas vanaf 22 april 1999 het logo van Arriva.

## Materieel
Tijdens het VEONN-tijdperk is een beperkt aantal bussen besteld bij de firma's Den Oudsten en Berkhof. Deze bussen werden afgeleverd in een witte huisstijl met licht-/donkerblauwe schortplaten. Al deze bussen zijn vanaf 1999 mee overgegaan naar de nieuwe vervoerder Arriva. De meeste exemplaren zijn nu voorzien van de Arriva-kleuren.
De meeste bussen echter bleven dienstdoen in hun oude kleurstelling. Dit was voornamelijk ESO-streekgeel/grijs, FRAM-blauw en DVM/NWH-geel/blauw.

## Uniform
De chauffeurs van de VEONN werden voorzien van een uniform met blauwe jas en broek en een roze overhemd.

## Opsplitsing
Op 30 september 1998 werd de VEONN verkocht aan het Britse Arriva. De concessie Noord- en Zuidwest-Friesland ging verder onder de naam NoordNed, een dochteronderneming van Arriva en NS. Dit betekende dat de provincie Friesland vanaf dat moment opgesplitst werd in twee busbedrijven.